# Friedrich Maurer
Friedrich "Fritz" Maurer (18 de junho de 1912 - 10 de julho de 1958) foi um handebolista de campo austríaco, medalhista olímpico.
Fez parte do elenco vice-campeão olímpico de handebol de campo nas Olimpíadas de Berlim de 1936, atuando em duas partidas, como goleiro.